# Andrew Doyle
 (juin 2020).
Si vous disposez d'ouvrages ou d'articles de référence ou si vous connaissez des sites web de qualité traitant du thème abordé ici, merci de compléter l'article en donnant les références utiles à sa vérifiabilité et en les liant à la section « Notes et références ».
Pour les articles homonymes, voir Doyle.
Andrew Doyle, né dans le comté de Londonderry, en Irlande du Nord, est un comédien, dramaturge, journaliste et satiriste politique anglais qui a créé le personnage de Jonathan Pie, décrit comme « le lecteur d'actualités qui s'énerve à propos de toute histoire qu'il couvre et finit par crier à la fin » et est le créateur du personnage de Titania McGrath,,,,,,,. Il écrit régulièrement pour le magazine Spiked et dirige la Comedy Unleashed.  
Doyle a présenté ses spectacles debout (stand up) au Edinburgh Fringe Festival, dont quatre ont également été joués au Soho Theatre London. Il est apparu sur Sky News en tant que commentateur. Il a également été conférencier à l'Institute of Ideas, Battle of Ideas Festival à Londres .  

## Biographie
Doyle, d'origine catholique irlandaise, est né dans le comté de Londonderry, en Irlande du Nord. Il détient des diplômes en littérature anglaise et un doctorat en poésie du début de la Renaissance, du Wadham College d'Oxford. Il est chercheur invité à l'Université Queen's de Belfast. 
Il a d'abord travaillé comme enseignant, notamment aux côtés de Simon Warr à RHS.  

## Pièces
- Frontière
- Jimmy Murphy fait amende honorable (BBC Radio 4)
- Le deuxième M. Bailey (BBC Radio 4)
- Reacher's Point (BBC Radio 4)